# Béguinage d'Anvers
 (janvier 2017).
Si vous disposez d'ouvrages ou d'articles de référence ou si vous connaissez des sites web de qualité traitant du thème abordé ici, merci de compléter l'article en donnant les références utiles à sa vérifiabilité et en les liant à la section « Notes et références ».
Le béguinage d'Anvers était un béguinage situé à Anvers, en Belgique. Il fut fondé au XIIIe siècle, comptant jusqu'à 150 béguines à la fin du XVIIIe siècle, mais fut désacralisé à la suite de la Révolution française, puis démoli en partie, en 1819, par la municipalité anversoise. Ce qui restait du béguinage a ensuite été transformé en logements.

## Historique
Le premier béguinage anversois est fondé en 1240, sur un emplacement situé alors extra-muros. Il connait une longue période de prospérité, jusqu’au moment où, en 1540, la municipalité anversoise décide de l’incendier pour empêcher qu’il ne serve de point d’appui à des troupes ennemies. Le béguinage est alors reconstruit, en dedans des murs, sur le site actuel.
Sous le régime calviniste, institué en 1576, les béguines sont sommées de quitter les lieux, les nouvelles autorités projetant de faire du béguinage un cimetière. Après la prise d’Anvers par les troupes (catholiques) de Farnèse, les béguines peuvent réintégrer leurs bâtiments. Le béguinage est rénové et agrandi dans les deux siècles qui suivent, et compte jusqu’à 150 béguines à la fin du XVIIIe siècle.
Les troupes républicaines françaises s’étant emparés des Pays-Bas autrichiens, en 1794, y tiennent garnison. Les nouvelles autorités confisquent l’église, datée du XVIe siècle, puis la vendent comme bien public. Après avoir servi de source de matériaux, elle est démolie par la municipalité anversoise en 1819, en même temps que plusieurs dizaines de maisonnettes. Le reste, mis à l’encan, ne peut être recouvré qu’en partie par les béguines. Le béguinage est ainsi amputé de son tiers nord. Le béguinage périclite lentement et la dernière béguine s’éteint en 1986.

## De nos jours
Les maisonnettes subsistantes ont aujourd'hui été réaménagées en logements. Le site actuel appartient au type mixte, c'est-à-dire combinant un plan centré autour d’une cour et un petit réseau de rues (consécutif à une expansion vers 1650), et comprend :
- un portail d’entrée baroque de 1711 ;
- un presbytère, avec porte baroque, des environs de 1700 ;
- des maisonnettes de brique et grès, de style traditionnel, généralement du XVIIe siècle ;
- certaines reconstitutions dix-neuviémistes comme l'infimerie et le noviciat ;
- l’église, construction néo-classique et néo-gothique de 1830 de l'architecte Pierre Bourla, mais intégrant le chœur préservé du XVIe siècle et un portail du XVIIe siècle ;
- le dries, aménagé en jardin privé, réservé aux habitants, hébergeant des statues, notamment deux statues du XVIe siècle ayant appartenu au mobilier de l’ancienne église et une fontaine du XVIIe.